# Kaleidoscope World Tour
La Kaleidoscope World Tour fait suite à la sortie de l'album de Tiësto Kaleidoscope,. La tournée inclut 150 dates, à travers cinq continents.
Le 31 octobre 2009, pour le concert d'Halloween au Congress Theater à Chicago, Tiësto a mis les couleurs du joueur des Bears de Chicago NFL quarterback Jay Cutler tout le long du concert[pertinence contestée] qui a duré près de quatre heures et demie.

## Dates de la tournée

### Amérique du Nord
| Pays       | Salle de spectacle, Ville                           | Date                                                  |
| ---------- | --------------------------------------------------- | ----------------------------------------------------- |
| États-Unis | Hammerstein Ballroom - New York, New York           | 24 septembre 2009 25 septembre 2009 26 septembre 2009 |
| États-Unis | Tsongas Arena - Lowell, Massachusetts               | 1er octobre 2009                                      |
| Canada     | Centre Bell - Montréal, Québec                      | 2 octobre 2009                                        |
| Canada     | Arrow Hall - Toronto, Ontario                       | 3 octobre 2009                                        |
| Canada     | Cunard Centre - Halifax, Nouvelle-Écosse            | 4 octobre 2009                                        |
| États-Unis | North Atlanta Trade Center - Atlanta, Géorgie       | 10 octobre 2009                                       |
| États-Unis | Fur Nightclub - Washington DC                       | 11 octobre 2009                                       |
| États-Unis | Aura - Cleveland, Ohio                              | 12 octobre 2009                                       |
| États-Unis | BoMA - Columbus, Ohio                               | 13 octobre 2009                                       |
| États-Unis | Electric Factory - Philadelphie, Pennsylvanie       | 14 octobre 2009                                       |
| États-Unis | The Forum - Charlotte, Caroline du Nord             | 15 octobre 2009                                       |
| États-Unis | UCF Arena - Orlando, Floride                        | 16 octobre 2009                                       |
| États-Unis | NSU Arena (early show)- Fort Lauderdale, Floride    | 17 octobre 2009                                       |
| États-Unis | LIV - Miami, Floride                                | 17 octobre 2009                                       |
| États-Unis | The Ritz - Tampa, Floride                           | 18 octobre 2009                                       |
| États-Unis | Sway Lounge - Naples, Floride                       | 19 octobre 2009                                       |
| États-Unis | Reliant Arena - Houston, Texas                      | 23 octobre 2009                                       |
| États-Unis | Palladium Ballroom - Dallas, Texas                  | 24 octobre 2009                                       |
| États-Unis | Cowboys - San Antonio, Texas                        | 25 octobre 2009                                       |
| États-Unis | City Walk - Oklahoma City, Oklahoma                 | 26 octobre 2009                                       |
| États-Unis | Limelight - Nashville, Tennessee                    | 27 octobre 2009                                       |
| États-Unis | HOME - Saint Louis, Missouri                        | 28 octobre 2009                                       |
| États-Unis | Uptown Theater - Kansas City, Missouri              | 29 octobre 2009                                       |
| États-Unis | Epic - Minneapolis, Minnesota                       | 30 octobre 2009                                       |
| États-Unis | Congress Theater - Chicago, Illinois                | 31 octobre 2009                                       |
| États-Unis | The Rave - Milwaukee, Wisconsin                     | 1er novembre 2009                                     |
| États-Unis | Cohen Stadium - El Paso, Texas                      | 7 novembre 2009                                       |
| États-Unis | 4th & B - San Diego, Californie                     | 8 novembre 2009                                       |
| États-Unis | Beta - Denver, Colorado                             | 9 novembre 2009                                       |
| Canada     | Shaw Conference Centre - Edmonton, Alberta          | 10 novembre 2009                                      |
| Canada     | Duckworth Center - Winnipeg, Manitoba               | 11 novembre 2009                                      |
| Canada     | Big Four Building - Calgary, Alberta                | 12 novembre 2009 13 novembre 2009                     |
| Canada     | Pacific Coliseum - Vancouver, Colombie-Britannique  | 14 novembre 2009                                      |
| États-Unis | The Saltair - Magna, Utah                           | 20 novembre 2009                                      |
| États-Unis | Cow Palace - San Francisco, Californie              | 21 novembre 2009                                      |
| États-Unis | Marquee Theater - Tempe, Arizona                    | 22 novembre 2009                                      |
| États-Unis | The Shrine - Los Angeles                            | 25 novembre 2009 27 novembre 2009 28 novembre 2009    |
| États-Unis | Haze - Las Vegas, Nevada                            | 31 décembre 2009                                      |
| États-Unis | Bicentennial Park - Miami, Floride                  | 26 mars 2010                                          |
| États-Unis | The Borgata - Atlantic City, New Jersey             | 27 mars 2010                                          |
| Canada     | Time Supper Club - Montréal, Québec                 | 28 mars 2010                                          |
| États-Unis | Schlitterbahn Waterpark - South Padre Island, Texas | 2 avril 2010                                          |
| États-Unis | Haze - Las Vegas, Nevada                            | 3 avril 2010                                          |
| États-Unis | Liquid Pool - Las Vegas, Nevada                     | 8 avril 2010                                          |
| États-Unis | Roseland Theatre - Portland, Oregon                 | 9 avril 2010                                          |
| États-Unis | WaMu Theatre - Seattle, Washington                  | 10 avril 2010                                         |
| États-Unis | Ruby Skye - San Francisco, Californie               | 11 avril 2010                                         |
| États-Unis | Empire Polo Fields - Indio, Californie              | 17 avril 2010                                         |
| États-Unis | Austin Music Hall - Austin, Texas                   | 23 avril 2010                                         |
| États-Unis | LIV - Miami, Floride                                | 24 avril 2010                                         |
| Canada     | Beach Club - Pointe-Calumet, Québec                 | 18 juillet 2010                                       |

### Amérique latine
| Pays                   | Salle de spectacle, Ville                                             | Date             |
| ---------------------- | --------------------------------------------------------------------- | ---------------- |
| Colombie               | Parque Jaime Duque - Bogota, Colombie                                 | 4 décembre 2009  |
| Colombie               | Estadio de Itagui - Medellín, Colombie                                | 5 décembre 2009  |
| Colombie               | Centro de Eventos - Cali, Colombie                                    | 7 décembre 2009  |
| Costa Rica             | Torre Geko - San José, Costa Rica                                     | 8 décembre 2009  |
| Panama                 | Figali Convention Center, Causeway de Amador - Panama, Panamá         | 9 décembre 2009  |
| Brésil                 | Save Club - Porto Alegre, Brésil                                      | 11 décembre 2009 |
| Brésil                 | Helvetia Festival - São Paulo, Brésil                                 | 12 décembre 2009 |
| Brésil                 | Centro de Convencoes Ulysees Guinares - Brasilia, Brésil              | 13 décembre 2009 |
| Bolivie                | Estadio Mariscal Braun - La Paz, Bolivie                              | 16 décembre 2009 |
| Paraguay               | Brahma Beats (Ex Cerveceria Del Centro) - Asuncion, Paraguay          | 17 décembre 2009 |
| Chili                  | Espacio Riesco - Santiago, Chili                                      | 18 décembre 2009 |
| Argentine              | Estadio Multipropósito Parque Roca - Buenos Aires, Argentine          | 19 décembre 2009 |
| Aruba                  | Havana Beach - Oranjestad, Aruba                                      | 26 décembre 2009 |
| Brésil                 | Mix Garden - Belo Horizonte, Brésil                                   | 15 janvier 2010  |
| Brésil                 | Rio Centro - Rio de Janeiro, Brésil                                   | 16 janvier 2010  |
| Mexique                | Centro de Convenciones - Chihuahua, Mexique                           | 19 janvier 2010  |
| Mexique                | Autocinema Las Torres Monterrey - Monterrey, Mexique                  | 20 janvier 2010  |
| Mexique                | Centro de Espectaculos Sheriff - León, Mexique                        | 21 janvier 2010  |
| Mexique                | Infield Hipodromo de las Americas - Mexico, Mexique                   | 22 janvier 2010  |
| Mexique                | Foro Alterno - Guadalajara, Mexique                                   | 23 janvier 2010  |
| Mexique                | Tulum Beach - Tulum, Mexique                                          | 30 mars 2010     |
| Mexique                | Plaza de Toros Monumental - Morelia, Mexique                          | 31 mars 2010     |
| Mexique                | Playa Flamingos - Puerto Vallarta, Mexique                            | 1er avril 2010   |
| République dominicaine | Antiguo Aeropuerto de Herrera - Santo Domingo, République dominicaine | 5 novembre 2010  |

### Australie et Asie
| Pays      | Salle de spectacle, Ville                 | Date                                            |
| --------- | ----------------------------------------- | ----------------------------------------------- |
| Australie | Hordern Pavilion - Sydney, NSW            | 29 janvier 2010 30 janvier 2010                 |
| Australie | Riverstage - Brisbane, Queensland         | 31 janvier 2010                                 |
| Australie | Hisense Arena - Melbourne, Victoria       | 5 février 2010 6 février 2010 7 février 2010    |
| Australie | Metro City - Perth, Australie-Occidentale | 10 février 2010 11 février 2010 12 février 2010 |
| Indonésie | Pantai Carnaval - Jakarta, Indonésie      | 13 février 2010                                 |
| Thaïlande | Central World - Bangkok, Thaïlande        | 19 février 2010                                 |
| Thaïlande | Pattaya Dragon - Pattaya, Thaïlande       | 20 février 2010                                 |

### Royaume-Uni et Irlande
| Pays            | Salle de spectacle, Ville                             | Date              |
| --------------- | ----------------------------------------------------- | ----------------- |
| Angleterre      | Sheffield Arena - Sheffield, Angleterre               | 5 mars 2010       |
| Écosse          | Royal Highland Centre - Édimbourg, Écosse             | 6 mars 2010       |
| Angleterre      | O2 Academy Brixton - Londres, Angleterre              | 11 mars 2010      |
| Pays de Galles  | Cardiff International Arena - Cardiff, Pays de Galles | 12 mars 2010      |
| Angleterre      | Liverpool Echo Arena - Liverpool, Angleterre          | 13 mars 2010      |
| Irlande         | The O2 - Dublin, Irlande                              | 19 mars 2010      |
| Angleterre      | LG Arena - Birmingham, Angleterre                     | 20 mars 2010      |
| Pays de Galles  | Radio One - Bangor, Pays de Galles                    | 23 mai 2010       |
| Irlande du Nord | The Kings Hall - Belfast, Irlande du Nord             | 12 juin 2010      |
| Angleterre      | Victoria Park - Londres, Angleterre                   | 30 juillet 2010   |
| Angleterre      | Creamfields - Daresbury, Angleterre                   | 29 août 2010      |
| Écosse          | Braehead Arena - Glasgow, Écosse                      | 25 septembre 2010 |

### Europe
| Pays      | Salle de spectacle, Ville                              | Date              |
| --------- | ------------------------------------------------------ | ----------------- |
| Danemark  | Café A Porta - Copenhague, Danemark                    | 28 avril 2010     |
| Pays-Bas  | Museumplein - Amsterdam, Pays-Bas                      | 30 avril 2010     |
| Belgique  | Sportpaleis - Anvers, Belgique                         | 1er mai 2010      |
| Norvège   | Kongeparken - Stavanger, Norvège                       | 8 mai 2010        |
| Suisse    | Music & Convention Center - Montreux, Suisse           | 21 mai 2010       |
| Hongrie   | Hungexpo G Csarnok - Budapest, Hongrie                 | 22 mai 2010       |
| Danemark  | Parken Stadium - Copenhague, Danemark                  | 29 mai 2010       |
| Italie    | Palazzo dei Congressi - Rome, Italie                   | 1er juin 2010     |
| Allemagne | Butan - Wuppertal, Allemagne                           | 2 juin 2010       |
| Moldavie  | Moldexpo - Chişinău, Moldavie                          | 3 juin 2010       |
| Slovaquie | Incheba, Expo arena Bratislava - Bratislava, Slovaquie | 4 juin 2010       |
| Pays-Bas  | Maastricht Live - Maastricht, Pays-Bas                 | 5 juin 2010       |
| Espagne   | Privilege - Ibiza, Espagne                             | 7 juin 2010       |
| Espagne   | Rock in Rio - Madrid, Espagne                          | 11 juin 2010      |
| Espagne   | Privilege - Ibiza, Espagne                             | 14 juin 2010      |
| Pays-Bas  | Heineken Music Hall - Amsterdam, Pays-Bas              | 19 juin 2010      |
| Espagne   | Privilege - Ibiza, Espagne                             | 21 juin 2010      |
| Italie    | Beat Music Festival - Turin, Italie                    | 23 juin 2010      |
| Ukraine   | Radmir Expo Hall - Kharkiv, Ukraine                    | 24 juin 2010      |
| Ukraine   | Airfield Hydroport - Odessa, Ukraine                   | 25 juin 2010      |
| Ukraine   | Lemberg Exhibition Center - Lviv, Ukraine              | 26 juin 2010      |
| Ukraine   | International Exhibition Center - Kiev, Ukraine        | 27 juin 2010      |
| Espagne   | Privilege - Ibiza, Espagne                             | 28 juin 2010      |
| Chypre    | Dolce Club - Limassol, Chypre                          | 30 juin 2010      |
| Espagne   | Privilege - Ibiza, Espagne                             | 5 juillet 2010    |
| Pologne   | Plac Zebran Ludowych - Gdańsk, Pologne                 | 10 juillet 2010   |
| Espagne   | Privilege - Ibiza, Espagne                             | 12 juillet 2010   |
| Espagne   | Privilege - Ibiza, Espagne                             | 19 juillet 2010   |
| Autriche  | Beatpatrol Festival 2010 - St.Pölten, Autriche         | 23 juillet 2010   |
| Espagne   | Pacha - Salou, Espagne                                 | 25 juillet 2010   |
| Espagne   | Privilege - Ibiza, Espagne                             | 26 juillet 2010   |
| Allemagne | Internationales Congress Centrum - Berlin, Allemagne   | 31 juillet 2010   |
| Espagne   | Colossus - Lloret De Mar, Espagne                      | 1er août 2010     |
| Espagne   | Privilege - Ibiza, Espagne                             | 2 août 2010       |
| Roumanie  | Hanul Piratilor Beach - Navodari, Roumanie             | 6 août 2010       |
| France    | Stade Charles Ehrmann - Nice, France                   | 7 août 2010       |
| Espagne   | Pacha - Salou, Espagne                                 | 8 août 2010       |
| Espagne   | Privilege - Ibiza, Espagne                             | 9 août 2010       |
| Suisse    | Hallenstadion - Zurich, Suisse                         | 14 août 2010      |
| Italie    | Cocoricò - Riccione, Italie                            | 15 août 2010      |
| Espagne   | Privilege - Ibiza, Espagne                             | 16 août 2010      |
| Croatie   | Papaya - Zrće, Croatie                                 | 18 août 2010      |
| Russie    | TatNeftArena - Kazan, Russie                           | 20 août 2010      |
| Russie    | Krestovsky Island Square - Saint-Pétersbourg, Russie   | 21 août 2010      |
| Espagne   | Privilege - Ibiza, Espagne                             | 23 août 2010      |
| Pays-Bas  | Mystery Land- Amsterdam, Pays-Bas                      | 28 août 2010      |
| Espagne   | Privilege - Ibiza, Espagne                             | 30 août 2010      |
| Espagne   | Privilege - Ibiza, Espagne                             | 6 septembre 2010  |
| Russie    | Tele-club - Iekaterinbourg, Russie                     | 10 septembre 2010 |
| Russie    | Crocus-Expo - Moscou, Russie                           | 11 septembre 2010 |
| Russie    | Stadium Trud - Nijni Novgorod, Russie                  | 12 septembre 2010 |
| Espagne   | Privilege - Ibiza, Espagne                             | 13 septembre 2010 |
| Espagne   | Privilege - Ibiza, Espagne                             | 20 septembre 2010 |
| Belgique  | WEX - Marche-en-Famenne, Belgique                      | 24 septembre 2010 |
| Espagne   | Privilege - Ibiza, Espagne                             | 27 septembre 2010 |

### Afrique
| Pays           | Salle de spectacle, Ville                  | Date            |
| -------------- | ------------------------------------------ | --------------- |
| Afrique du Sud | Sky Raiders - Johannesburg, Afrique du Sud | 15 mai 2010     |
| Algérie        | Hilton - Alger, Algérie                    | 27 juillet 2010 |
| Tunisie        | BoraBora (Open Air Club) - Sousse, Tunisie | 3 août 2010     |

### Moyen-Orient
| Pays     | Salle de spectacle, Ville                                          | Date             |
| -------- | ------------------------------------------------------------------ | ---------------- |
| Jordanie | Amman Exhibition Park - Amman, Jordanie                            | 1er juillet 2010 |
| Israël   | Hahava - Eilat, Israël                                             | 2 juillet 2010   |
| Liban    | Beirut International Exhibition & Leisure Center - Beyrouth, Liban | 3 juillet 2010   |